# Мартиненко Віталій Володимирович
Віта́лій Володи́мирович Марти́ненко (3 липня 1987 — 6 лютого 2023) — солдат Збройних Сил України, учасник російсько-української війни, який загинув під час російського вторгнення в Україну.

## Життєпис
Віталій Мартиненко народився 3 липня 1987 у місті Дрезден, Німецькій Демократичний Республіці у сім’ї військовослужбовця. 
У 1991 році родина переїхала до Львова.
Навчався у середній загальноосвітній школі №84 імені Блаженної Йосафати Гордашевської. 
Закінчив Державний професійно-технічний навчальний заклад «Львівський професійний політехнічний ліцей» (тоді – Професійно-технічне училище №33 міста Львова). 
Згодом здобував освіту в Українській академії друкарства.
У мирний час працював столяром на місцевому приватному підприємстві.
Із початком повномасштабного вторгнення Російської Федерації до України добровольцем вступив до лав Збройних сил України. Боровся проти держави-терориста у складі 125-ї окремої бригади територіальної оборони ЗСУ, служив стрільцем стрілецької роти.
Вірний військовій присязі, загинув 6 лютого 2023 року при виконанні службового обов’язку по захисту Батьківщини. Військовий загинув, виконуючи бойові завдання, поблизу с. Діброва на Луганщині. 
У Віталія Мартиненка залишилися мама та брат.

## Нагороди
В лютому 2024 року відповідно до указу Президента України №135/2023  Віталію Мартиненку за особисту мужність і самовідданість, виявлені у захисті державного суверенітету та територіальної цілісності України, вірність військовій присязі було посмертно відзначено державною нагородою: орденом «За мужність» III ступеня.
В травні 2024 відповідно до указу Міністра оборони України №786 від 21 травня 2024 року відзначено медаллю "Захиснику України".